# Passport Capital
Passport Capital, LLC es una firma de inversión global con sede en San Francisco (California). Fundada por John H. Burbank en 2000, la firma gestiona aproximadamente $ 4.100 millones en activos (agosto de 2015). 
Passport Capital persigue una alta rentabilidad pero también a un alto riesgo, a través una combinación de análisis macroeconómico, investigación de mercado  y herramientas cuantitativas. Emplea un análisis minucioso para identificar cambios duraderos que no se reflejen en los precios de los activos. 
Passport Capital LLC es un fondo de inversión registrado a nivel federal ante la SEC (Securities and Exchange Commission) de Estados Unidos.

## Historia
Fundada por el analista John H. Burbank III, director de inversiones de la firma,  Passport Capital es un fondo de cobertura con sede en San Francisco que tiene más de $4000 millones en activos para la gestión de acciones e intereses en los sectores de la energía, la salud y la tecnología.
John Burbank,  graduado por la Universidad de Duke y MBA por la Escuela de Negocios de Stanford y con más de una década de experiencia en inversiones y mercados de renta variable globales, decidió fundar la empresa en el año 2000, después de haber sido consultor de JMG Triton Offshore, Ltd. desde 1996 a 1998 y, posteriormente, director de investigación de mercados de ValueVest Management.
Burbank es un hombre hecho a sí mismo. Con solo 13 años ya estaba haciendo pequeños trabajos. En la universidad vendió utensilios de cocina de puerta en puerta. “Llamé a cuarenta puertas tratando de vender utensilios de cocina a las señoras” -declaró en cierta ocasión.
Dirigía una empresa de pinturas durante los veranos que pasó de vender $10.000 dólares a $35.000 dólares. En 1994, con $50.000 dólares, comenzó a operar en el mercado y hasta hoy.
En 2000 alcanzó unos resultados del 23% de retorno anual. En 2007, cuando los mercados estaban en plena euforia, Passport Capital ofreció unos resultados del 219%. Al año siguiente, en cuestión de pocos meses, sus fondos perdieron más del 51%. En 2009 volvieron a números positivos terminando el ejercicio con un 19% de subidas. En 2010, Passport Capital superó el 18,3%, haciendo olvidar la crisis de las subprimes.

## Inversiones
El equipo de inversiones de la empresa se centra en las siguientes áreas: agricultura, materiales básicos, consumo, energía, servicios financieros, salud, mercados de capitales o Internet /Tecnología y sus enclaves favoritos son India, Medio Oriente y Norte de África.
Burbank apostó fuerte por Apple (AAPL)  y tomó una posición de $81 millones de dólares. Con esta compra, se unía a otros nombres míticos de las finanzas: Lee Ainslie, David Einhorn, George Soros, Jim Simons, Dan Loeb, Andreas Halvorsen, José DiMenna, Chase Coleman, Stephen Mandel, Barry Rosenstein, y Craig Effron.
También el equipo de Burbank apostó por Cisco System (CSCO), invirtiendo $61 millones de dólares mediante acciones y opciones de compra, como Appaloosa u Omega de Leon Cooperman Asesores de David Tepper
Trece de sus principales valores lograron batir el SPY en 2011, entre otros la potasa, que ocupa un lugar importante en su cartera. Sus principales posiciones largas están publicadas en la web del índice Nasdaq.